# Walter Bernstein (Künstler)

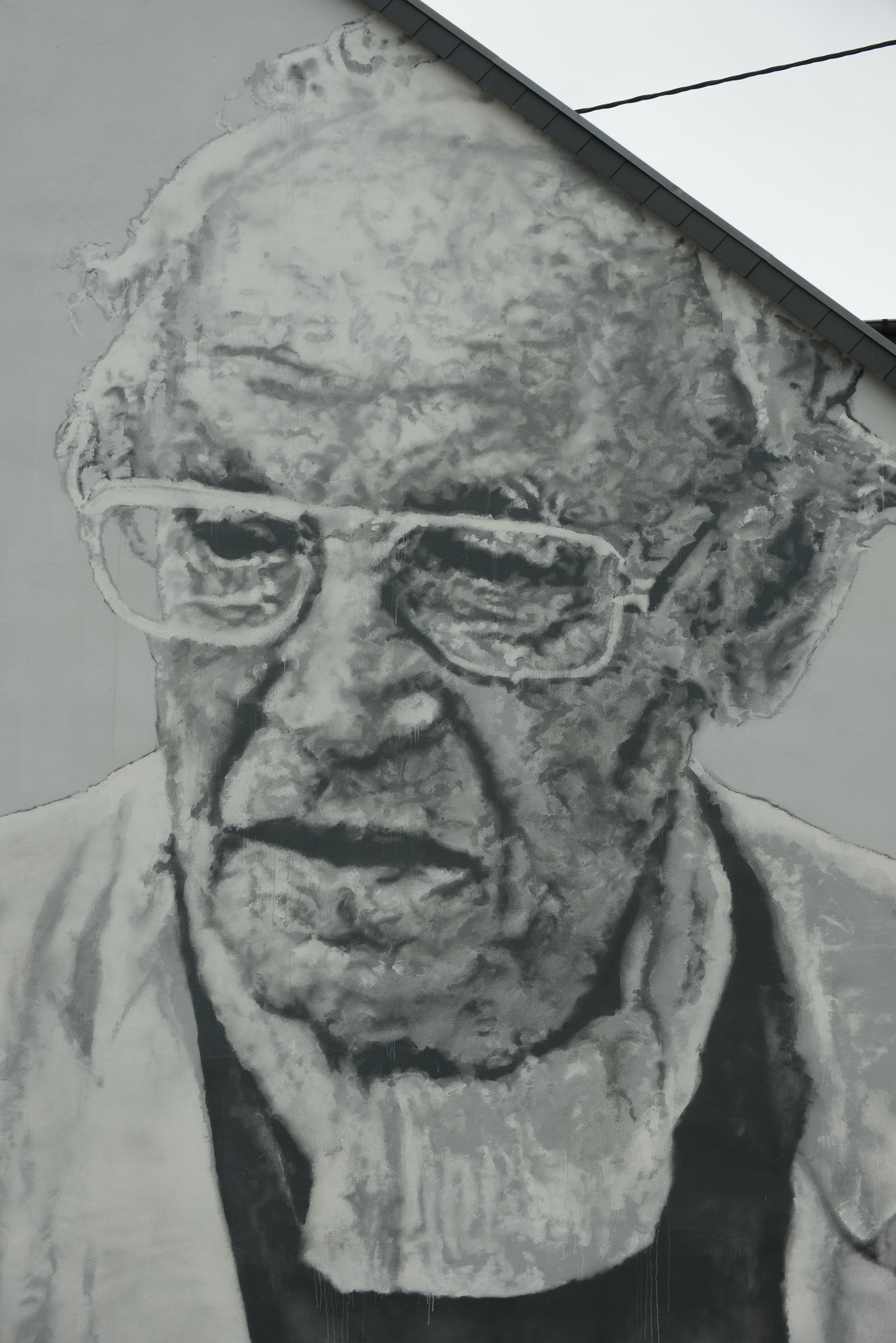
Porträt von Walter Bernstein an einer Hauswand in Schiffweiler

Walter Bernstein (* 17. Juni 1901 in Neunkirchen (Saar); † 26. März 1981 ebenda) war ein deutscher Maler und Grafiker.

## Leben
Walter Bernstein wurde in der Neunkircher Hüttenbergstraße geboren. Sein Vater Bruno war Baumeister in der städtischen Bürgermeisterei, seine Mutter Amalie geb. Kuhfuß stammte aus Elversberg. Aus der Ehe gingen zwei weitere Söhne hervor.

Von 1907 bis 1914 besuchte Walter Bernstein die Volksschule und das Gymnasium. Auf Empfehlung seines Vaters begann er 1914 eine Lehre in einer Neunkircher Eisenwarenhandlung. Nach einer weiteren Lehre im Malerhandwerk schrieb er sich im Herbst 1923 an der Kunstgewerbeschule Nürnberg ein und studierte u. a. bei den Professoren Will und Selzer. 1926 setzte er seine Studien an den Vereinigten Staatsschulen für Freie und Angewandte Kunst in Berlin-Charlottenburg fort. Er studierte unter anderem bei Professor Hans Meid. Von 1934 bis 1938 war er Studierender des von Hans Meid geleiteten Meisterateliers für Graphik an der Preußischen Akademie der Künste.
1936 heiratete er Bertha Bodmer, eine Tänzerin, in Berlin-Charlottenburg,  die aber bereits 1939 an einer Blutvergiftung verstarb.
Von 1939 bis 1944 wurde er zum Kriegsdienst eingezogen. Er nahm am Überfall auf Polen teil und wurde ab 1940 bei der Flak in Hamburg, Rostock, Warnemünde, Lübeck und in der Eifel eingesetzt. Malerei und Grafik der Berliner Zeit, die in seiner Wohnung in Berlin lagerten, wurden durch den Krieg zerstört. Einige Skizzen von Kriegsszenen und  zerstörten Gebäuden sind erhalten geblieben. Nach einem Jahr Gefangenschaft kehrte er 1946 ins Saarland zurück.
1947  heiratete er Maria Zewe, die Schwester des Bildhauers Otto Zewe. Im gleichen Jahr zog das Ehepaar nach Schiffweiler. Ihr gemeinsamer Sohn Michael, der 1948 geboren wurde, starb im Alter von 32 Jahren an Muskelatrophie. Walter Bernstein war Gründungsmitglied der „Saarländischen Sezession“  und beteiligt sich an Ausstellungen des Bundes der bildenden Künstler an der Saar.
Walter Bernstein starb am 26. März 1981 in Neunkirchen (Saar).

## Werk
1937 wurde in der zentralen Aktion „Entartete Kunst“ aus dem Staatlichen Museum Saarbrücken Bernsteins Druckgrafik Tisch,  die offenbar nicht dem nazistischen Kunst-Kanon entsprach, beschlagnahmt und vernichtet.
Im öffentlichen Raum entstanden ab 1962 zahlreiche Wandbilder in Kirchen und Schulen.
Bei seinen Tafelbildern fanden Themen aus Bergbau und Eisenindustrie die größte Anerkennung. Mit seinen Darstellungen des arbeitenden Menschen an der Saar schuf er typische Werke, mit denen sich die Nachkriegsgeneration im Saarland identifizieren konnte. Etliche seiner Werke wurden von der Saarländischen Regierung angekauft.

## Auszeichnungen
Die beiden Gemälde von Walter Bernstein „Kleines Mädchen“ und „Saar-Landschaft“  wurden 1970 beim „Grand prix international de peinture et de sculpture de Monte-Carlo/Illme Salon Bosio“ mit der „Palme d'or“ ausgezeichnet.

## Ehrungen
- In Schiffweiler ist der Walter-Bernstein-Weg nach dem Künstler benannt.
- 2016 wurde erstmals der Walter-Bernstein-Kunstpreis für Malerei verliehen.
- Die Walter-Bernstein-Grundschule Schiffweiler trägt seit 2016 seinen Namen.
- Anlässlich seines 40. Todestags wurde ihm von der Gemeinde Schiffweiler posthum die Ehrenbürgerschaft verliehen. Es handelte sich um die erste posthume Verleihung.[4]
- Ein Wandgemälde von Hendrik Beikirch an dem Anwesen Rathausstraße 28 in Schiffweiler zeigt ein Porträt von Bernstein (2021).[5]
- Walter Bernstein ist Ehrenmitglied im Bundesverband Bildender Künstlerinnen und Künstler im Landesverband Saarland (2022).[6]

## Sonstiges
Die 2013 gegründete Förderstiftung hat das Ziel, Kunst und Kultur auf regionaler Eben zu fördern und das künstlerische Erbe von Walter Bernstein pflegen und bewahren sowie die Werke des Künstlers einer breiten Öffentlichkeit zugänglich machen. Die Förderung von Kreativität bei Kindern und Jugendlichen, die Vergabe von Stipendien und die Auslobung des Walter-Bernstein-Kunstpreises für Malerei sind weitere Aufgaben der Stiftung.

## Ausstellungen und Ausstellungsbeteiligungen
Neunkirchen, Ottweiler, Schiffweiler, Homburg, Saarbrücken, Berlin, Kaiserslautern, Bonn, Chicago, Monte-Carlo und Luxemburg.
- 2015/2016 Wanderausstellung „Walter Bernstein – Sein Blick auf Industrie und Mensch“
- 9. Oktober bis 30. Oktober 2015: Musée Parc Explor, Petite Roselle (Frankreich)
- 6. November bis 27. November 2015: Saarländisches Bergbaumuseum, Bexbach
- 7. Dezember 2015 bis 4. Januar 2016: Sparkasse Hauptstelle Neumarkt, Saarbrücken
- 17. Januar bis 14. Februar 2016: Museum Schloss Fellenberg, Merzig
- 3. März bis 15. März 2016: Arbeitskammer des Saarlandes, Bildungszentrum Kirkel
- 18. März bis 8. April 2016: Bosener Mühle, Bosen
- 3. Mai bis 16. Mai 2016: Gemeinde Pétange (Luxemburg)
- 7. Juni bis 19. Juni 2016: „Der Industriemaler Walter Bernstein“, Vertretung des Saarlandes Berlin
- 3. März 2017: „Schichtwechsel: Das Saarland als Industrie- und Lebensraum“, Teilnahme Ausstellung Saar Toto GmbH, Informationszentrum Schloss Dagstuhl
- 29. November bis 10. Dezember 2017: Der Industriemaler Walter Bernstein – Sein Blick auf Industrie und Mensch, Europäische Akademie Otzenhausen
- 9. Juni bis 20. Juli 2018: Ausstellung Walter Bernstein, Stiftung Demokratie Saarland
- Juni bis August 2021 (Corona Beeinträchtigung): ARBEIT – Gestern, Heute, Morgen, 120. Geburtstag Walter Bernstein, Walter Bernstein / Vera Morosova, Rechtsschutzsaal Bildstock, Stiftung Rechtsschutzsaal Bildstock
- 2023: Retrospektive Walter Bernstein – Wand- und andere Gemälde, Alte Lateinschule Illingen[8]

## Videodokumentation
- Wandporträt Walter Bernstein in Schiffweiler (2021)